# زنان در دوره پهلوی

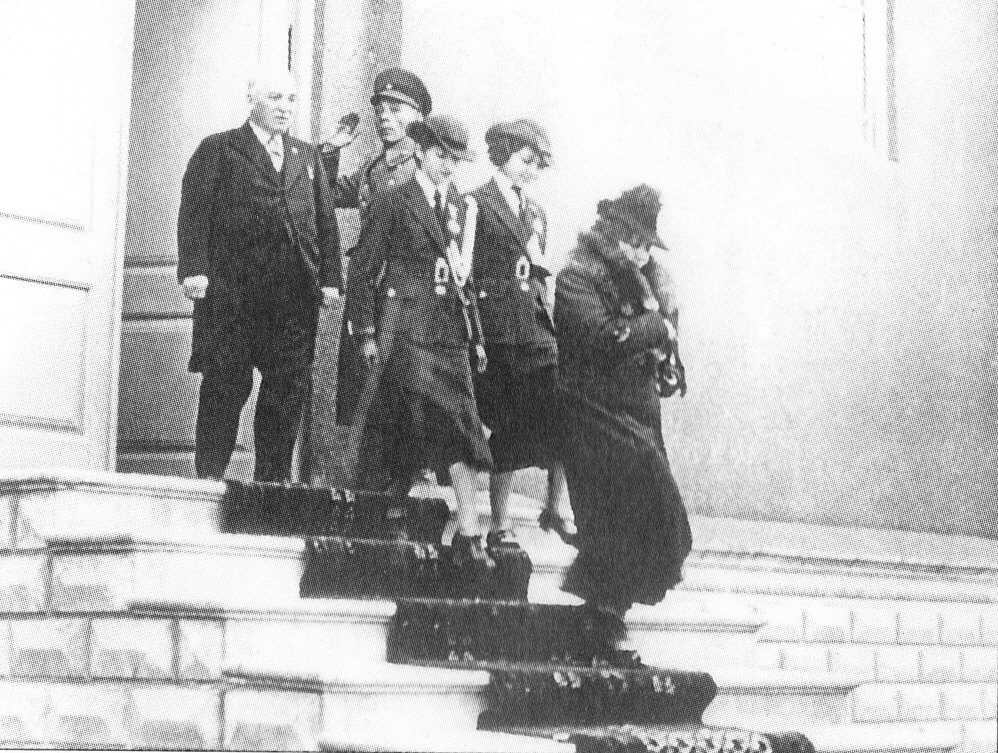
در روز ۱۷ دی ۱۳۱۴ تاج‌الملوک آیرُملو، همسر رضاشاه و دخترانشان شمس و اشرف بدون حجاب به دانشسرای تربیت معلم رفتند. این نخستین‌بار بود که خانوادهٔ شاه بدون حجاب سنتی در گردهمایی همگانی حاضر می‌شدند.

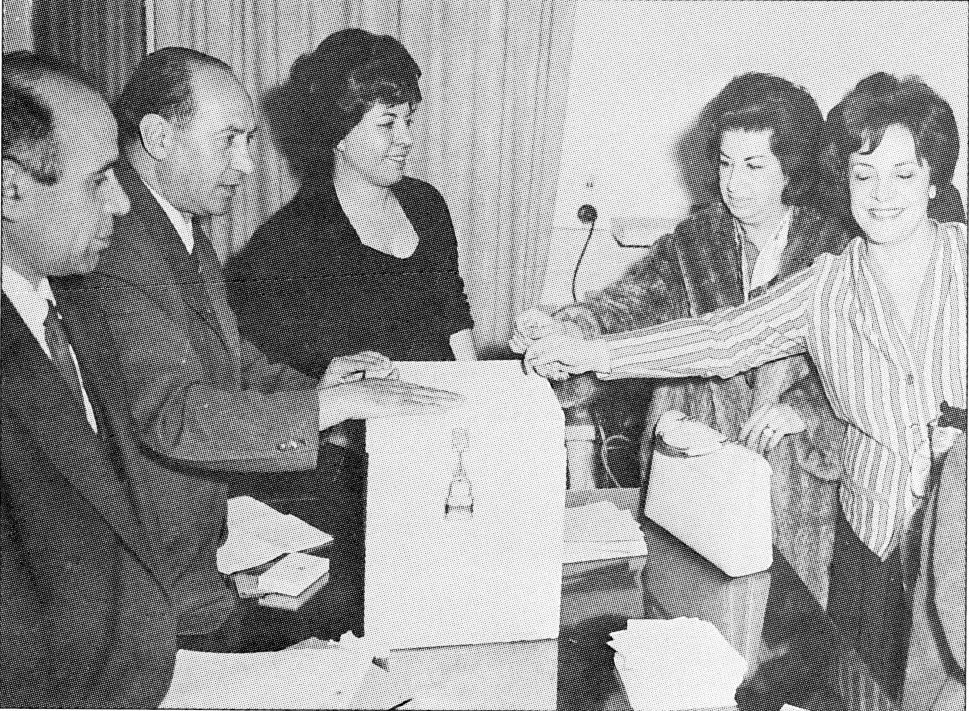
زنان ایرانی به پای صندوق‌های رای می‌روند، ۱۳۴۱.

زنان ایران در دوران پادشاهی پهلوی اصلاحات بسیاری را تجربه کردند که برای نخستین‌بار در تاریخ این کشور، رخ می‌داد.
در نخستین و مهم‌ترین دوره، زنان در دوران رضاشاه موفق به دستیابی به حقوق مدنی و شهروندی شدند که همگی در هنگام پروژه‌های نوسازی ایران نوین، انجام شد.. در دوران او، برای نخستین‌بار در جامعهٔ سنتی ایران، زنان توانستند از خانه خارج شده و به عرصه‌های اجتماعی پا گذارند. اجباری شدن آموزش برای هم پسران و هم دختران و افزایش قشر باسواد نیز موضوع مهم دیگر بود. تغییراتی دیگر نیز رخ داد. اینک ه زنان وارد اجتماع شوند و پیشه‌هایی چون آموزگاری، پرستاری، پزشکی و غیره را بگیرند، بدون آن که پوشش‌ها و کارهای سنتی چون روبنده و عدم سخن با نامحرم را کنار بگذارند، ممکن نبود؛ بنابراین، کشف حجاب از سوی حکومت وی صورت گرفت. با این وجود، دیدگاه دیگری نیز وجود دارد که این اقدام رضاشاه را، در جهت مخالفت با اسلام دانسته‌است. هم دوره با تحصیل دختران ایرانی (که در منابع بدون حجاب دانسته شده‌اند) در دانشگاه‌هایی چون دانشگاه تهران، انجمن‌های صنفی زنان در دوران رضاشاه گشایش یافتند و برخی آرمان‌هایی شامل آزادی زنان از حجاب را داشتند.
با روی کار آمدن محمدرضا پهلوی قانون کشف حجاب لغو گردید و حجاب اختیاری شد؛ هم چنین برای نخستین‌بار، زنان این کشور توانستند پای صندوق‌های رای رفته و در همه‌پرسی انقلاب سفید شرکت کنند که این، وضعیت تازه‌ای را برای زنان در تاریخ معاصر ایران رقم زد. درست پیش از انقلاب ۱۳۵۷، ۱۵۰۰ زن در مقام‌های ارشد مدیریتی در سطح کشوری، ۲۲ زن در مجلس شورای ملی، ۵ شهردار، و ۳۳٪ کل مشاغل آموزش عالی ایران بر عهدهٔ زنان بود.

## دوران رضاشاه
دستیابی به حقوق مدنی و شهروندی زنان ایرانی، در دوران رضاشاه پهلوی و در هنگام پروژه‌های نوسازی ایران نوین، انجام شد. در دوران او برای نخستین‌بار در جامعهٔ سنتی ایران، زنان توانستند از خانه خارج شده و به عرصه‌های اجتماعی پا گذارند. اجباری شدن آموزش برای هم پسران هم دختران و افزایش قشر باسواد نیز موضوع مهم دیگر بود. تغییراتی دیگر نیز رخ داد. اینکه زنان وارد اجتماع شوند و پیشه‌هایی چون آموزگاری، پرستاری، پزشکی و غیره را بگیرند، بدون آن که پوشش‌ها و کارهای سنتی چون روبنده و عدم سخن با نامحرم را کنار بگذارند، ممکن نبود. بنابراین، کشف حجاب از سوی حکومت وی صورت گرفت. با این وجود، دیدگاه دیگری نیز وجود دارد که این اقدام رضاشاه را، در جهت مخالفت با اسلام دانسته‌است. در حالی که دیدگاهی که در برابر آن است، می‌گوید رضاشاه این کار را پیش‌نیاز وارد ساختن زنان به عرصه‌های اجتماعی دانسته بود و از انجام آن، ناگریز بود. در جای دیگر، در برابر این یکی دیدگاه، این نگاه وجود دارد که این کار از اهداف مهم غربی‌ها بر علیه فرهنگ ایرانی اسلامی بوده‌است.
در بهمن ۱۳۱۳ و در آیین گشایش دانشگاه تهران، به دختران گفتند که بدون پوشیدن حجاب سنتی به دانشگاه بروند. در فروردین ۱۳۱۴، یک جشن در آموزشگاه شاپور شیراز برگزار گردید و دختران ایرانی بدون حجاب سنتی، به اجرای مراسمی ورزشی و پایکوبی با حضور علی اصغر حکمت، وزیر معارف و از سیاست‌مداران دوره پرداختند؛ سپس علمای دینی ایران، اعتراض کردند و در تلگرافی به شخص رضاشاه، گفتند رضایت ندارند؛ هرچند که رضاشاه به آنان، پاسخی نداد. در ۲۲ اردیبهشت ۱۳۱۴ «کانون بانوان» با فراخوانی علی‌اصغر حکمت و با آرمان‌هایی شامل آزادی زنان از حجاب با ریاست شمس پهلوی و هاجر تربیت شکل گرفت. از دیگر اقدامات مشابه نیز، برای نمونه برای خو گرفتن ایرانیان با آمیختگی زن و مرد، در اوایل ماه خرداد ۱۳۱۴، رضاشاه به وزرا، مدیران، رئیسان و کارمندان دولتی فرمان داد که هفته‌ای یک‌بار با همسرهای خود در کلوپ ایران، حاضر شوند.
مردم مذهبی ایران و به ویژه علمای دینی و روحانیت این کشور از این وضعیت نگران شدند و گهگاه اعتراض می‌کردند؛ اگرچه این اعتراض‌ها، سرکوب شدند. در اعتراضی در شهر مشهد، روحانیان شهر و گروهی از مردم در اعتراض به دگرگونی کلاه مردان و سیاست‌ها در کشف حجاب زنان کشور، در مسجد گوهرشاد به نشان داشتن اعتراض، بست‌نشینی کردند و در این هنگام، بر ضد حکومت، شعار دادند. در پایان، در ۱۷ دی ۱۳۱۴، با حضور شخص رضاشاه و همسر و دختران وی بدون داشتن حجاب سنتی اسلامی در جشن فارغ‌التحصیلی دانشرای مقدماتی دختران، کشف حجاب در ایران، چهره‌ای رسمی گرفت. در تاریخ پهلوی نیز به‌نام «روز آزادی بانوان» ثبت شد. منابع رسمی دولت پهلوی نیز آمارهایی خیره‌کننده از حضور و ورود زنان در عرصه‌های آموزشی، اجتماعی و اقتصادی ارائه می‌دادند. همچنین در ادامه بر پایهٔ گزارشی از خبرگزاری مهر در سال ۱۳۹۲، رضاشاه زنان ایرانی را «به زور» به همکاری‌کردن با دولت «وادار» می‌کرده‌است. در سال ۱۹۳۳، رضاشاه پهلوی پس از دیدار با مصطفی کمال آتاترک در ترکیه اقداماتی را به منظور بهبود موقعیت زنان آغاز کرد. او به مؤسسات آموزشی به ویژه دانشگاه تهران فرمان داد که از دختران نیز ثبت نام کنند.
در بخش وضعیت زنان در این دوره، موضوع حجاب سنتی مورد توجه بسیاری بوده‌است؛ بر پایهٔ گفتهٔ حمیده صدقی، «سیاست غربی‌سازی» پیش از سفر شاه به ترکیه نیز شروع شده‌بود. به عنوان نمونه، رضاشاه در سال ۱۹۲۶/۱۳۰۵، شهربانی ایران را وظیفه‌دار کرد که از زنان کشور که مایل به رعایت حجاب سنتی در جای‌های همگانی نبودند، پشتیبانی کند.
محمود جم، رئیس‌الوزرای وقت، در خاطراتش به موضوع خواست رضاشاه برای کشف حجاب در ایران، اشاره دارد که پس از دیدن کردن از ترکیه، شاه به وی گفت: «نزدیک دو سال است که این موضوع سخت فکر مرا به خود مشغول داشته‌است؛ خصوصاً از وقتی که به ترکیه رفتم و زن‌های آنها را دیدم که «پیچه» و «حجاب» را دور انداخته و دوش‌به‌دوش مردهایشان در کارهای مملکت به آنها کمک می‌کنند». رضاشاه افزوده بود که «چادر و چاقچور دشمن ترقی و پیشرفت مردم است. درست حکم یک دمل را پیدا کرده که باید با احتیاط به آن نیشتر زد و از بینش برد.» او انزجار خویش را از چادر، به گونه‌ای اعلام کرده بود. با این وجود، رفع مسئلهٔ حجاب در ایران آن دوره، به آسانی ممکن نبود؛ حتی نزدیکان شاه نیز نخست، در این کار آسوده نبودند. دولتشاهی آخرین همسر رضاشاه، در خاطراتش از دورهٔ کشف حجاب در ایران، گفته‌است که «در آن ایام مسئله چادر نبود، بلکه بیشتر زنان چاقچور داشتند که با روبنده همراه بود». جم نیز در خاطراتش از روز هفدهم دی، نوشت که «رضاشاه لباس و آرایش زنان را تحسین کرد و گفت که اگر هم عیب و نقصی هست، خودشان باید رفع کنند». او از نخست‌وزیر نیز درخواست کرد که شمار این مجلس‌ها، افزایش یابد تا «خانم‌ها مرتب در آنها حضور یابند و بیشتر به آداب و رسوم اجتماع و معاشرت عادت کنند». رضا شاه در دانشسرای مقدماتی نطقی ایراد کرده‌است؛ وی گفت: «تاکنون نیمی از جمعیت کشور، به‌حساب نیامده و خانم‌ها را از هرگونه حقی، محروم کرده بودند… در صورتی که صرف نظر از وظایف مادری، آن‌ها می‌توانند دوشادوش مردها، خدماتی را عهده‌دار باشند».
گروهی از کارشناسان و فعالان حقوق زنان، قانون کشف حجاب در ایران را سرآغاز و شروع حضور زنان این کشور در عرصه‌های اجتماعی، پدیداری نسلی تحصیل کرده در میان زنان و حضور آن‌ها در پست‌های مدیریتی می‌دانند. بر پایهٔ گزارشی در کیهان لندن، «تاریخ واقعی آزادی پوشش زنان در عصر رضاشاه پهلوی، فراتر از اعلان رسمی آن توسط پادشاه، در تأسیس مدارس دخترانه، فعالیت‌های اجتماعی زنان نوگرا، حضور بانوان در اجتماع با پوشش‌های مدرن، مقالات نشریات نوگرا، ایجاد کانون‌های زنانه و مطبوعات زنانه، قرار دارد؛ اعلام رسمی آزادی پوشش زنان -که به غلط «کشف حجاب» نامیده شد- نتیجهٔ کوشش‌ها و افکار آزادی خواهانه و حق هویت مدرن زنان و مردان نوگرای ایران در کنار مدرنیزاسیون ایران و در آستانهٔ پدیداری هویت مدرن ایرانیان قرار داشت». این رسانه همچنین می‌نویسد: «رضاشاه پهلوی در برابر زنان آزاد از حجاب سنتی و بیان خواسته‌های حقوق اجتماعی- اخلاقی، ضمن تأیید و تأکید برخواسته زنان، فرمان آزادی پوشش را اعلام کرد».

## دوران محمدرضاشاه

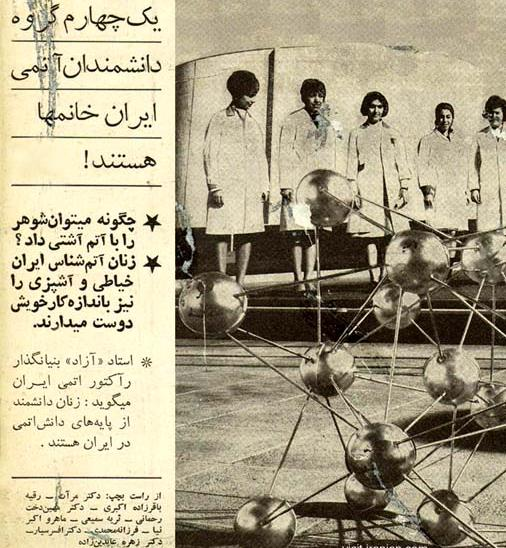
روزنامه‌ای در مورد زنان در دوره محمدرضا پهلوی

در دوران محمدرضا پهلوی، لایحه انجمن های ایالتی و ولایتی به تصویب رسید و برای نخستین بار، زنان حق رأی و نامزدی در انتخابات را به دست آوردند. اولین وکلای زن در مجلس شورای ملی ایران در سال ۱۹۶۳ در انتخابات سراسری رأی آوردند و به مجلس راه یافتند. سازمان زنان ایران تشکیل شد و در اواخر دوره پهلوی مواردی از قانون حمایت خانواده ۱۳۵۴ تصویب گشت. در سال ۱۳۲۸ حدود ۸٪ زنان باسواد بودند، در سال ۱۳۴۵ ۱۸٪ باسوادی دیده می‌شد و در سال ۱۳۵۰ بیش از ۲۶٪ زنان ایران باسواد بودند اما این میزان باسوادی در شهرها و روستاها تفاوت زیادی داشت، ۹٪ زنان روستایی توانایی خواندن و نوشتن داشتند و حدود ۵۰٪ از زنان شهری. در سال ۱۳۵۰ بیش از ۲۵٪ دانشجویان مؤسسه‌های آموزش عالی را زنان تشکیل می‌دادند، در سال ۱۳۵۴ ۲۹٪ و در سال ۱۳۵۷ حدود ۳۸درصد دانشجویان دانشگاه‌های ایران زنان بودند. تحقیقات پرشماری نشان می‌دهند که با وجود افزایش باسوادی زنان، نگرش آنان نسبت به نقش سنتی و نیز جایگاه فرودست خود تغییری نکرده بود. درست پیش از انقلاب سال ۱۳۵۷، ۱۵۰۰ زن در مقام‌های ارشد مدیریتی در سطح کشور، ۲۲ زن در مجلس شورای ملی، ۵ شهردار، و ۳۳٪ کل مشاغل آموزش عالی ایران بر عهده زنان بود. در این دوران، دو زن (فرخ‌رو پارسا و مهناز افخمی) در مقام وزارت نیز خدمت نمودند. همچنین زنان بسیاری در گروه‌های سیاسی فعالیت می‌کردند که از بارزترین آن‌ها می‌توان به اشرف دهقانی اشاره کرد.

## حقوق مدنی زنان
با تصویب قانون مدنی ایران تا سال ۱۳۱۴ قوانینی در مورد ارث، ازدواج، طلاق و روابط همسری به وجود آمد که برگرفته از فقه امامیه بود و حقوق زنان را در برابر حقوق مردان در مرتبه پایین‌تری قرار می‌داد. به‌طور کلی حق طلاق به‌طور مطلق به مردان واگذار گردید. ارثیه مردان دو برابر زنان بود و زنِ شخص متوفی نمی‌توانست از زمین ارث ببرد. همچنین تعدد زوجات بی‌قید و شرط بود و مرد می‌توانست همزمان بدون هیچ مانع و کسب اجازه ای چهار همسر دائم داشته باشد. حضانت پسر تا دو سالگی و حضانت دختر تا هفت سالگی با مادر بود و به علاوه حق حضانت طفل با ازدواج مجدد مادر از او گرفته می‌شد.
در دوران محمدرضا پهلوی تلاش‌هایی برای رفع این نابرابری‌ها صورت گرفت که تصویب قانون حمایت از خانواده نتیجهٔ این تلاش‌ها بود. در این قانون ازدواج مجدد سخت‌تر شد و مرد می‌بایست اجازه دادگاه و حتی اجازه همسر خود را جلب می‌کرد و ازدواج مجدد بدون اجازه دادگاه، جرم شمرده می‌شد؛ همچنین حق طلاقِ بی‌قید و شرط مردان که توسط قانون مدنی به آنها اعطا شده بود به موجب قانون حمایت از خانواده به چند مورد محدود شد و در مقابل مواردِ طلاق به درخواست زن افزایش یافت.

## حقوق سیاسی-اجتماعی زنان
کشف حجاب در روز هفدهم دی ماه ۱۳۱۴ با فرمان رضا شاه آغاز شد. رضا شاه در این روز همراه با ملکه پهلوی و دو دخترش شمس و اشرف بدون حجاب به دانش‌سرای تربیت معلم رفت. رضاشاه در سالن دانش‌سرا گفت: «سعادت کشور و آینده ملت در دست شما زن‌های ایران است، زیرا شما تربیت کننده نسل آینده این آب و خاک هستید.» روز ۱۷ دی در تاریخ ایران تا سال ۱۳۵۷ به روز آزادی زنان شناخته می‌شد.
در تاریخ ششم بهمن ۱۳۴۱ قانون انتخابات در چهارچوب انقلاب سفید اصلاح شد و دستاورد اصل پنجم انقلاب شاه و مردم شرکت زنان در انتخابات در شرایط حقوقی مساوی با مردان بود چه برای انتخاب شدن و چه برای انتخاب کردن بود. زنان چون مردان توانستند در تعیین سرنوشت خودشان برای نخستین‌بار نقشی مهم بازی کنند و حق رای به دست آورند.
در پی دادن حق انتخاب شدن و انتخاب کردن برای مجلس شورای ملی در تاریخ ۲۷ فروردین ۱۳۴۲ قانون حمایت خانواده تصویب شد. این قانون طلاق یک طرفه را لغو می‌کرد. چند همسری به سختی انجام می‌گرفت. زن‌ها حق درخواست طلاق گرفتند و برای سرپرستی کودک نیز مادر به حساب آمد، کودک پس از طلاق یا درگذشت پدر به مادر سپرده شد. اصلاحات دیگری که اصل پنجم انقلاب شاه و مردم در قوانین انتخابات و تدوین قانون به وجود آورد، شرکت در انتخابات و تشکیل انجمن‌های استان و شهرستان، انجمن‌های شهر و ده، قانون نظام صنفی و ایجاد شوراهای آموزش و بهداری بود که مستقیم یا غیرمستقیم حاصل شد.
سید روح‌الله خمینی این تصویب‌نامه قانون انتخابات که دو شرط مرد بودن و مسلمان بودن از آن حذف شده بود، دسیسهٔ خطرناکی برای لطمه زدن به اسلام و روحانیت خواند و در سخنرانی اش در قم گفت: «دولت تصویب‌نامهٔ خلاف شرع صادر می‌کند. به زن‌ها حق رای می‌دهد. نوامیس مسلمین در شرف هتک حرمت است. می‌خواهند دختران نجیب هجده ساله را به نظام اجباری ببرند. دختر و پسر در آغوش هم کشتی می‌گیرند. دختران عفیف مردم در مدارس زیر دست مردها درس می‌خوانند. مردم از گرسنگی تلف می‌شوند و آن‌ها برای استقبال از اربابان خود سیصدهزار تومان گل از هلند می‌آورند. قرآن اسلام در خطر است. اسرائیل نمی‌خواهد در این مملکت قرآن باشد. خطر امروز بر اسلام کمتر از خطر بنی‌امیه نیست، اهل منبر را تهدید می‌کنند. اسرائیل زراعت و تجارت ما را قبضه کرده‌است. دولت روز ننگین هفدهم دی را جشن می‌گیرد. با فرقه ضاله همراهی می‌کند. مطبوعات به روحانیون اهانت می‌کنند»
نهضت آزادی نیز اعلامیه‌ای صادر کرد که قسمتی از آن چنین است: «دولت با این عمل خود چه خواب تازه‌ای برای مردم دیده و چه قصدی دارد؟ وقتی علی‌رغم نص صریح قانون اساسی و سنت ۵۶ سالهٔ مشروطیت با بی‌پروایی فوق‌العاده‌ای ملت ایران را از انتخابات مجلس شورای ملی محروم می‌کند، خیلی مضحک آید که بخواهند به خانم‌ها حق رای انتخاب نمایندگان ایالتی و ولایتی و بعد مجلس شورای ملی را بدهند.»
این عکس‌العمل‌ها به واقعهٔ پانزدهم خرداد ۱۳۴۲ منجر شد.
زنان ایران پس از اجرای اصل پنجم انقلاب شاه و مردم در همه کارهای ملی شرکت جستند و به مقاماتی چون وزارت، سفارت، نمایندگی دو مجلس سنا و شورای ملی، استادی دانشگاه‌ها، قضاوت، وکالت دادگستری، شهرداری، مدیریت شرکت‌ها و مقامات کلیدی دیگر رسیدند. مردم ایران نمایندگان خود را در تعاونی‌ها، خانه انصاف، انجمن‌های شهر و شهرستان و شوراهای داوری انتخاب کردند. در مرحله بالاتر در رای‌گیری حزبی و رای‌گیری برای انتخاب نمایندگان مجلس شورای ملی و مجلس سنا نیز که برای هر کرسی آن چندین نفر نامزد معرفی می‌شوند شرکت داشتند.
به باور محمدرضا پهلوی بررسی شمار شرکت‌کنندگان در انتخابات پارلمانی و نسبت آن‌ها به جمعیت فعال ایران (براساس آمار حکومت وقت) نشان داده‌است که تا چه اندازه حس مشارکت عمومی در مردم برانگیخته شده بود. براساس آمار انتخابات دوره بیست و یکم تا بیست و چهارم قانون‌گذاری به ترتیب ۲۶٪ و ۴۱٪ و ۴۴٬۵٪ افزایش را نشان داد و شمار آرای در چهار دوره پیشین ۱٬۶۷۴٬۴۰۰ بود و در آخرین دوره انتخابات پیش از سال ۱۳۵۷ به ۵٬۱۰۳٬۶۸۳ رسید.

## برخی زنان فعال در دوره پهلوی
- عصمت‌الملوک دولتداد (؟ در کرمانشاه – ۱۳۶۰ در تهران) بنیان‌گذار نخستین کودکستان دولتی در تهران و از فعالان حقوق زنان در ایران بود. او دختر محمدباقر میرزا خسروی کرمانشاهی بود.
- بدرالملوک بامداد (۱۲۷۷ – ۱۳۶۶) روزنامه‌نگار، آموزگار، نویسنده و فعال اجتماعی ایرانی بود. او عضو انجمن «کانون بانوان» بود و بعدها از مؤسسان سازمان بانوان هوادار حقوق بشر و صاحب امتیاز روزنامه «زن روز» شد.
- فاطمه سیاح (۱۹ فروردین ۱۲۸۱ در مسکو – ۱۳ اسفند ۱۳۲۶ در تهران) استاد ادبیات و از بنیانگذاران «کانون بانوان» در وزارت فرهنگ بود. او به عنوان اولین بانوی استاد دانشگاه تهران، کرسی نقد ادبی را در دانشگاه تهران پایه‌گذاری کرد و در عین حال به عنوان یکی از فعالان حقوق زن در ایران شناخته شد.
- هاجر تربیت (۱۲۸۵ در استانبول – ۲۱ دی ۱۳۵۲ در تهران) کنشگر اجتماعی و سیاستمدار اهل ایران بود. او در کنار صفیه نمازی و فاطمه سیاح «حزب زنان ایران» را تشکیل داد. او یکی از ۴ نفری بود که در نوشتن اساسنامهٔ این حزب نقش داشت. هاجر تربیت از جمله نخستین زنانی بود که در دوره بیست و یکم و بیست و دوم مجلس شورای ملی به‌عنوان نمایندهٔ مردم تهران انتخاب شد. وی در دورهٔ بیست‌ویکم با کسب ۱۷۰٬۱۱۲ رأی از مجموع ۲۷۱٬۴۲۰ رأی، اکثریت آرا را به خود اختصاص داد.
- مهرانگیز منوچهریان (۱۲۸۵ در مشهد – ۱۴ تیر ۱۳۷۹ در تهران) حقوقدان، موسیقی‌دان و سیاست‌مدار اهل ایران بود. او نخستین سناتور زن مجلس سنای ایران طی دوره‌های چهارم، پنجم و ششم بین سال‌های ۱۳۴۲ تا ۱۳۵۱ بود.
- صفیه نمازی (۱۲۸۵ در هنگ‌کنگ –) معروف به «صفیه فیروز» از مؤسسین شورای زنان ایران، اولین انجمن زنان ایرانی که عضو اتحادیه بین‌المللی زنان شد، بود و نیابت ریاست اتحادیه بین‌المللی زنان را برعهده داشت. وی علاوه بر ریاست شورای زنان، نایب رئیس انجمن معاونتی زنان شهر تهران، رئیس شورای امور اجتماعی زنان کارگر، عضو شورای ورزشی بانوان، عضو هیئت مدیره جمعیت ایرانی طرفدار سازمان ملل متحد، عضو هیئت مرکزی شیر و خورشید، نایب رئیس بنگاه مستقل معاونتی عمومی و نماینده ایران در کمیسیون مقام زن وابسته به سازمان ملل متحد بود. شرکت در کنفرانس‌ها و کنگره‌های بین‌المللی به عنوان نماینده ایران و سخنرانی در آنجا از دیگر فعالیت‌های او به شمار می‌آید.
- شوکت ملک جهانبانی (۱۲۸۷ – ۱۳۷۴) معلم و نماینده دوره‌های ۲۳، ۲۲، ۲۱ مجلس شورای ملی بود. او دیپلم خود را از فرانسه گرفت و سپس با پذیرفته‌شدن در دانشکده تربیت معلم تهران، به عنوان یکی از نخستین گروه‌ها در رشته آموزش دختران فارغ‌التحصیل شد. او مدارس زیادی را بنیان‌گذاری کرده و مدیر یک دبیرستان خصوصی دخترانه به نام «دبیرستان ایران» در جنوب تهران بود. او یکی از شش زنی است که نخستین بار در ایران در سال ۱۳۴۲ به نمایندگی مجلس برگزیده شدند. او سه دوره از تهران در مجلس شورای ملی حضور داشت و سپس به نمایندگی مجلس سنا رسید.
- بدری تیمورتاش (۱۲۸۷ در سمنان – ۱۷ مهر ۱۳۷۴ در مشهد) نخستین دندان‌پزشک زن ایرانی بود و «مادر دندانپزشکی ایران» لقب گرفته‌است. وی خواهر عبدالحسین تیمورتاش، اولین وزیر دربار رضاشاه پهلوی بود. بدری در اواخر سال‌های ۱۹۲۰ میلادی به بلژیک فرستاده شد و در دانشکده دندانپزشکی بلژیک ثبت نام کرد. پس از بازگشت به ایران در سال ۱۳۴۴ به همراه امیراسماعیل سندزی، دانشکده دندانپزشکی مشهد را تأسیس کرد. وی در سال ۱۳۴۵ به سِمَت معاونت اداری و مالی دانشکده دندانپزشکی مشهد منصوب و در سال ۱۳۴۶ اولین بانوی دندانپزشک در ایران بود که به ریاست یک دانشکده دندانپزشکی رسید.
- سَروَر مه‌کامه محصص لاهیجانی (۱۲۹۱ در لاهیجان – ۱۳۵۶) شاعر و خوشنویس ایرانی و فعال حقوق زنان بود. در سال ۱۳۱۳ در مسابقهٔ انجمن ادبی ایران به مناسبت هزارهٔ فردوسی شرکت کرد و رتبهٔ اول را به دست آورد. مه‌کامه محصص همچنین از اولین زنان عضو کنگره نویسندگان بود. او در سال ۱۳۲۵ در کنگره شرکت کرد و با مقام بالایی که در شعر و ادب داشت به عضویت هیئت رئیسه کنگره نویسندگان درآمد. از وی بیش از ۵۰۰۰ شعر برجای مانده‌است.
- شمس‌الملوک مصاحب (۱۲۹۲ در تهران – ۱۳۷۶) شاعر و نویسنده و از نخستین سناتورهای زن مجلس سنای ایران بود. او برای چهار دوره از سنای چهارم تا هفتم در مجلس سنا عضو بود و تنها زنی است که در هر چهار دوره آن عضویت داشته‌است. مصاحب همچنین جزو فعالان حق رأی زنان و از نخستین گروه زنان ایرانی که به دانشگاه رفتند، است.
- نیره ابتهاج‌سمیعی (۱۲۹۳ در رشت – ۳۱ فروردین ۱۳۹۶ در رشت) سیاستمدار ایرانی و نماینده رشت حد فاصلِ سالهای ۱۳۴۵ تا ۱۳۵۷ در دوره‌های ۲۱، ۲۲، ۲۳ و ۲۴ مجلس شورای ملی بوده‌است. او یکی از نخستین شش زنی است که به مجلس مجلس شورای ملی را یافت و اولین بانوی ایرانی بود که نیابت رئیس مجلس را به عهده گرفت و نخستین بانویی است که از استان گیلان به مجلس شورای ملی راه یافته‌است.
- زهرا نبیل (۱۲۹۴ در تهران – ۱۳۷۶) سناتور مجلس سنای ایران در دوره ششم بین سال‌های ۱۳۵۰ تا ۱۳۵۴ بود. وی مدرک کارشناسی خویش را در رشته باستان‌شناسی از دانشکده ادبیات دانشگاه تهران دریافت کرد و به خدمت وزارت فرهنگ درآمد. او برای مدتی در هلند تحصیل کرد و از موزه ملی آثار باستانی لیدن تخصص موزه‌داری را گرفت. از مهمترین مشاغل وی ریاست اداره کل باستان‌شناسی و موزه‌ها و عضویت در کمیسیون ملی و تربیتی و فرهنگی یونسکو بود. او از اعضای حزب ایران نوین و از بدو تأسیس شورای زنان عضو هیئت اجرایی آن نیز بود.
- مهرانگیز دولت‌شاهی (۱۲۹۶ در اصفهان – ۲۹ مهر ۱۳۸۷ در پاریس) دیپلمات ایرانی، سفیر ایران در دانمارک، سه دوره نمایندهٔ مجلس شورای ملی و فعال حقوق زنان بود. او از نخستین گروه زنان راه‌یافته به مجلس شورای ملی و نخستین زن سفیر در تاریخ معاصر ایران بود.
- مَه‌لَقا مَلّاح (۳۱ شهریور ۱۲۹۶ در نوکنده – ۱۷ آبان ۱۴۰۰) کتابدار و فعال محیط زیست اهل ایران بود. وی بنیان‌گذار سازمان غیردولتی زیست‌محیطی جمعیت زنان مبارزه با آلودگی محیط زیست بود. از وی به عنوان «مادر محیط زیست ایران» یاد می‌شود.
- طوسی حائری (۱۲۹۶ در مشهد – ۱۳۷۲ در تهران) نویسنده، مترجم و اولین گویندهٔ زن «رادیوی ملی ایران» بود. او فرزند محمدباقر حائری مازندرانی است. طوسی پس از پایان تحصیلات دبیرستانی به فرانسه رفت و از دانشگاه سوربن دکتری زبان فرانسه دریافت کرد. ترجمه‌های او از متون فرانسه از سال ۱۳۲۰ در مجلهٔ «اطلاعات هفتگی» و «کتاب هفته» به چاپ می‌رسید. طوسی در سال ۱۳۳۷ مجلهٔ «آشنا» را با هزینه شخصی و به سردبیری همسرش احمد شاملو منتشر کرد که پس از ۱۷ شماره متوقف شد. در سال‌های قبل از انقلاب طوسی به سمت معاونت وزارت فرهنگ ایران رسید.
- نزهت نفیسی (۱۲۹۸ – ۱۳۸۱) سیاستمدار ایرانی، فرزند لقمان نفیسی بود. پس از طی دوران دبستان و متوسطه به اروپا رفت و سپس با احمد نفیسی شهردار تهران، ازدواج کرد. او مدتی در کنگرهٔ آزاد زنان و مردان که در سال ۱۳۴۱ در تهران برگزار شد عضویت داشت. او در دوره بیست و یکم مجلس شورای ملی از بافت به نمایندگی انتخاب شد. وی یکی از شش زنی بود که پس از انقلاب سفید به مجلس شورای ملی راه یافت. وی همچنین نخستین زنی بود که عضو هیئت رئیسهٔ آن مجلس شد.
- لیلی تقی‌پور (۸ تیر ۱۲۹۹ در مشهد – ۴ آذر ۱۳۸۰ در تهران) نقاش و تصویرگر ایرانی بود. او نخستین فارغ‌التحصیل زن از دانشکده هنرهای زیبا در سال ۱۳۲۰ است. وی نخستین زنی است که به عنوان تصویرگر کتاب کودک در ایران فعالیت داشته‌است.
- ستّاره فرمانفرمائیان (۱۲۹۹ یا ۱۳۰۱ – ۳ خرداد ۱۳۹۱) «مادر مددکاری اجتماعی ایران»، فرزند عبدالحسین میرزا فرمانفرما بود. او اولین دانشجوی ایرانی دانشگاه کالیفرنیای جنوبی بود که لیسانس جامعه‌شناسی گرفت و پس از آن برای گرفتن فوق لیسانس در مددکاری اجتماعی به دانشگاه شیکاگو رفت. او در سال ۱۳۳۷ «مدرسهٔ عالی مددکاری اجتماعی تهران» را تأسیس کرد. وی در راه احقاق حقوق زنان ایرانی بسیار تلاش نمود و حتی ملاقاتی نیز با محمدرضا پهلوی داشت. تصویب «لایحه ملی تنظیم خانواده» با تلاش او ممکن شد. از دیگر اقدامات ماندگار او تأسیس «مراکز رفاه» در محلّه‌های فقیرنشین تهران و حاشیهٔ تهران بود که به کودکان و خانواده‌ها کمک می‌کردند. او همچنین اوّلین کسی است که سیستم آموزشی در مهدکودک‌ها در ایران را براساس اصول تربیتی مدرن تغییر و تحوّل داد.
- سیمین دانشور (۸ اردیبهشت ۱۳۰۰ در شیراز – ۱۸ اسفند ۱۳۹۰ در تهران) نویسنده و مترجم ایرانی و نخستین زن ایرانی بود که به صورتی حرفه‌ای در زبان فارسی داستان نوشت. مهم‌ترین اثر او رمان «سووشون» است که سال ۱۳۴۸ منتشر شد و به ۱۷ زبان ترجمه شده‌است و از جمله پرفروش‌ترین آثار ادبیات داستانی در ایران به‌شمار می‌رود. دانشور، همراهِ همسرش جلال آل احمد، عضو کانون نویسندگان ایران بود و در نخستین انتخابات (فروردین ۱۳۴۷) به عنوان رئیس کانون نویسندگان ایران برگزیده شد.
- شکوه ریاضی (۱۳۰۰ در تهران – ۱۸ تیر ۱۳۴۱) از پیشگامان هنر و نقاشی مدرن در ایران بود. شکوه ریاضی جزو اولین شاگردان هنرکده هنرهای زیبا، در سال ۱۳۲۵ از این هنرکده فارغ‌التحصیل شد و برای اتمام تحصیلات خود دوباره به پاریس رفت. شکوه در سال ۱۳۳۳ توانست از «مدرسه بوزار» با کسب رتبه عالی و مدال طلا دانشنامه بگیرد. وی در سال ۱۳۳۶ دوباره به ایران بازگشت و بیشتر از هر چیز خود را وقف تدریس و آموختن به شاگردانش کرد. او به عنوان نوگراترین زن نقاش ایرانی و یکی از بهترین مدرسان هنرستان عالی هنرستان تزئینی و منتقدان نقاشی سنتی، راهگشای بسیاری از شاگردان و هنرجویان خود -که امروز جزو مطرح‌ترین هنرمندان نقاشی معاصر ایران به‌شمار می‌آیند- بود.
- فَرُّخ‌رو پارسا (۱۳ اسفند ۱۳۰۱ در قم – ۱۸ اردیبهشت ۱۳۵۹ در تهران) پزشک، آموزگار، استاد دانشگاه، فعال حقوق زنان و سیاستمدار ایرانی بود. وی در کابینهٔ دوم و سوم امیرعباس هویدا از ۱۳۴۷ تا ۱۳۵۴ به‌عنوان وزیر آموزش و پرورش ایران فعالیت می‌کرد. او نخستین مدیرکل زن در ایران در سال ۱۳۳۹، از نخستین زن‌های راه‌یافته به مجلس شورای ملی و نخستین زن ایرانی بود که در دوران حکومت پهلوی به مقام وزارت رسید. او در سال ۱۳۴۲ نمایندهٔ تهران در دورهٔ ۲۱ مجلس شورای ملی بود. وی پس از انقلاب ۱۳۵۷ اعدام شد.
- مهری آهی (۱۳۰۱ در تهران – ۷ اسفند ۱۳۶۶ در تهران) مترجم ایرانی ادبیات روسی بود. پدر او مجید آهی بود. وی در رشته زبان و ادبیات فارسی از دانشگاه تهران فارغ‌التحصیل شد، مدت سه سال در دانشگاه لومونوسوف مسکو به تحصیل زبان و ادبیات روسی پرداخت و سپس به اخذ دکتری در رشته زبان و ادبیات روسی نایل آمد. پس از پایان تحصیلات خود به ایران بازگشت و به تدریس زبان و ادبیات روسی در دانشکده ادبیات تهران و ادبیات تطبیقی مشغول شد. او علاوه بر تدریس، ریاست مرکز زبان‌های خارجی دانشگاه تهران را نیز به عهده داشت. او همچنین چهار دوره به عنوان نماینده ایران در کمیسیون مقام زن سازمان ملل متحد منصوب گردید. مهری آهی از اعضاء مؤسس جمعیت راه نو، شورای کتاب کودک، انجمن کتاب و شورای عالی جمعیت زنان ایران بود. از ترجمه‌های شاخص او، رمان مشهور «جنایت و مکافات» اثر فیودور داستایفسکی می‌باشد.
- بهجت صدر (۸ خرداد ۱۳۰۳ در اراک – ۱۹ مرداد ۱۳۸۸ در جزیره کُرس، فرانسه) نقاش نوگرای ایرانی بود. وی در سال ۱۳۳۳ با رتبهٔ نخست در رشتهٔ نقاشی از دانشکده هنرهای زیبای دانشگاه تهران پایان‌نامه هنری دریافت کرد. سپس در سال ۱۳۳۴ بورسیه‌ای برای هنرآموزی از ایتالیا گرفت. در سال ۱۳۳۵ برنده جایزه سیمین همترازی شهر سن‌ویتو شد و یک نقاشی از او به همراه چند کار از نگارگران جوان ایران در بیست و هشتمین دوسالانه ونیز پذیرفته شد. در سال ۱۳۳۶ نخستین نمایشگاه او در نگارخانه «پینچو» در رم برگزار شد. وی دو سال پس از ازدواج با مرتضی حنانه در سال ۱۳۳۹ به ایران بازگشت و در دانشگاه تهران به آموزش نقاشی پرداخت. بهجت صدر در سال ۱۳۴۱ نیز در سومین دوسالانه تهران، جایزه نخست را می‌گیرد و نگاره‌هایش به سی و یکمین دوسالانهٔ ونیز، فرستاده می‌شود.
- پروین دولت‌آبادی (۲۷ مهر ۱۳۰۳ در اصفهان – ۲۷ فروردین ۱۳۸۷ در تهران) شاعر و از بنیان‌گذاران شورای کتاب کودک بود.
- فخری گلستان (۲۹ شهریور ۱۳۰۴ در شیراز – ۱۶ تیر ۱۳۹۱ در تهران) مترجم و فعال حقوق کودکان ایرانی بود. وی را جزو نخستین کسانی می‌دانند که در تهران، اقدام‌هایی را در جهت سر و سامان دادن به وضعیت کودکان خیابانی انجام داد. او تا سال‌ها مدیر پرورشگاهی بود که به تربیت فرزندان معتادان می‌پرداخت.
- معصومه (فرنگیس) سهراب (۲۳ آبان ۱۳۰۴ در تهران – مهر ۱۳۸۳) آموزگار، کارشناس و پژوهشگر مسائل آموزشی و تربیتی و یکی از پایه‌گذاران «کودکستان مهر» و مجتمع آموزشی مهران بود. سهراب به سبب پیوندی که با نظام کودکستانی آمریکا از طریق مأمور به خدمت در ایران پس از جنگ جهانی دوم برای او به‌وجودآمد، با دانش و برنامه کودکستان‌های پیشرو در جهان آن روز آشنا شد. روش و رویکرد آموزشی و پرورشی او و همسرش یحیی مافی در مجتمع آموزشی مهران، آمیختی از پداگوژی دوران یا علم تعلیم و تربیت روز و تجربه‌های بومی بود.
- آذر اَندامی (۱۳۰۵–۱۳۶۳) پزشک، باکتری‌شناس ایرانی، سازنده نوعی از واکسن وبا در ایران و از پژوهشگران انستیتو پاستور ایران بود. بخاطر خدمات علمی و انسانی آذر اندامی، یکی از دهانه‌های برخوردی روی سیاره ناهید، به نام وی «اندامی» نامگذاری شده‌است.
- توران میرهادی (۲۶ خرداد ۱۳۰۶ در تهران – ۱۸ آبان ۱۳۹۵ در تهران) استاد ادبیات کودک، نویسنده و کارشناس آموزش و پرورش و پایه‌گذار مجتمع آموزشی تجربی فرهاد، از بنیانگذاران شورای کتاب کودک و بنیانگذار فرهنگنامه کودکان و نوجوانان بود.
- سیمین بـِهْبَهانی (۲۸ تیر ۱۳۰۶ در تهران – ۲۸ مرداد ۱۳۹۳ در تهران) شاعر و غزل‌سرای معاصر ایرانی و از اعضای کانون نویسندگان ایران بود. وی فرزند عباس خلیلی و فخرعظما ارغون بود. کتاب «سه‌تار شکسته» اوّلین مجموعه شعر او است که در سال ۱۳۳۰ منتشر شد. سپس مجموعه‌ اشعار «جای پا» (۱۳۳۵)، «چلچراغ» (۱۳۳۶)، «مرمر» (۱۳۴۱) و «رستاخیز» (۱۳۵۲) از وی منتشر شدند. وی در سال ۱۳۴۲ خورشیدی او از اعضای اصلی انجمن ادبی ایران درآمد و جزو معدود زنان عضو این انجمن قرار گرفت. در ۱۳۴۸ به عضویت شورای شعر و موسیقی درآمد و خوانندگان مطرح بسیاری سروده‌های وی را خوانده‌اند. سیمین بهبهانی در طول زندگی‌اش بیش از ۶۰۰ غزل سرود که در بیست کتاب منتشر شده‌اند. او به خاطر سرودن غزل فارسی در وزن‌های بی‌سابقه به «نیمای غزل» معروف است.
- نکتار پاپازیان (۱۳۰۶ در اراک –) معمار ایرانی ارمنی‌تبار است. وی از جمله اولین معماران زن ایرانی، متعلق به نخستین نسل از دانش‌آموختگان معماری دانشگاه تهران می‌باشد. وی جزء اولین دختران دانش‌آموز در رشته ریاضی بود. پس از اخذ دیپلم وارد دانشکده هنرهای زیبای دانشگاه تهران شد و در آنجا نیز نخستین دانشجوی دختر در رشته معماری بود. پس از دو سال تحصیل در تهران به فرانسه رفت و در مدرسهٔ هنرهای زیبای پاریس و دانشگاه بوزار پاریس به تحصیل معماری پرداخت. در سال ۱۳۳۸ خورشیدی (۱۹۵۹ میلادی) به ایران بازگشت و دفتر معماری خود را تأسیس کرد و تا سال ۱۳۵۸ خورشیدی (۱۹۷۹ میلادی) فعالیت خود را در ایران ادامه داد. نکتار پاپازیان از جمله معماران زن ایرانی شرکت‌کننده در کنگره بین‌المللی زنان معمار در سال ۱۳۵۶ بود.
- لیلی اَیمَن (۱۳۰۸ – ۱۳۹۷) از مؤسسان شورای کتاب کودک در سال ۱۳۴۱ بود. پدر او مجید آهی بود. آهی مشاور فنی اداره کل مطالعات و برنامه‌های وزارت فرهنگ، آموزگار ادبیات کودک به مربیان کودکستان، پایه‌گذار بخش انتشار کتاب‌های کودکان به زبان فارسی به دعوت بنگاه ترجمه و نشر کتاب، و عضو گروه بررسی کتاب‌های درسی دبستان به دعوت مؤسسه انتشارات فرانکلین بود. لیلی ایمن پس از دوره ویژه‌ای که در آمریکا گذراند، دبیر فنی و مشاور فنی وزارت آموزش و پرورش، بنیانگذار، عضو و دبیر هیئت مدیره شورای کتاب کودک از آغاز پیدایش در ۱۳۴۱ تا ۱۳۵۹ شد.
- لعبت والا (۲۰ آبان ۱۳۰۹ در تهران –) شاعر، ترانه‌سرا، روزنامه‌نگار و داستان‌نویس ایرانی. پدرش ظهیرالسلطان والا بود. او از نخستین دانش‌آموختگان دورهٔ روزنامه‌نگاری دانشکدهٔ حقوق دانشگاه تهران است. سال‌ها در مجلهٔ هفتگی سیاسی و اجتماعی «تهران مصور» که برادرش مهندس عبدالله والا، مدیر مسئول آن بود، کار می‌کرد و سردبیر مجلهٔ «کوچولوها»ی آن نشریه بود. وی کارمند وزارت فرهنگ و هنر، سرپرست شورای تهیه و تنظیم برنامه‌های موسیقی ایرانی در رادیو و تلویزیون و از ترانه‌سرایان گروه‌های موسیقی این وزارتخانه بود.
- پری صابری (۱ فروردین ۱۳۱۱ در کرمان – ) کارگردان تئاتر، نمایش‌نامه‌نویس و مترجم ایرانی است. پس از پایان دورهٔ متوسطه برای ادامهٔ تحصیل در رشتهٔ سینما و تئاتر به پاریس رفت و پس از مدتی که برای مطالعه در اسپانیا به سر بُرد در ۱۳۲۴ به ایران بازگشت. وی گروه تئاتر پازارگاد را ایجاد کرد. هم‌چنین در سال‌های ۱۳۴۷–۵۷ مدیر فعالیت‌های فوق‌برنامه دانشگاه تهران بود و تالار مولوی را در تهران تأسیس نمود.
- فروغ فرخزاد (۸ دی ۱۳۱۳ در تهران – ۲۴ بهمن ۱۳۴۵ در تهران) شاعر ایرانی و از پیشگامان شعر نوی فارسی بوده‌است. او در عمر کوتاه خود شش دفتر شعر منتشر کرد. با انتشار مجموعهٔ «تولدی دیگر» (شامل ۳۵ شعر) ستایش گسترده‌ای برانگیخت. سپس مجموعهٔ «ایمان بیاوریم به آغاز فصل سرد» (شامل ۷ شعر) را منتشر کرد و جایگاه خود را در شعر معاصر ایران به عنوان شاعری برجسته تثبیت کرد. فیلم مستند «خانه سیاه‌است» به کارگردانی فروغ فرخزاد و تهیه‌کنندگی ابراهیم گلستان در پاییز ۱۳۴۱ در پی دیدار فروغ از آسایشگاه جذامیان بابا باغی تبریز ساخته شد.
- معصومه سیحون (۱۳۱۳ در رشت – ۳۱ اردیبهشت ۱۳۸۹ در تهران) هنرمند نقاش و از پیشکسوتان هنرهای تجسمی در ایران بود. او در سال ۱۳۳۵ در کنکور دانشکده هنرهای زیبا دانشگاه تهران در رشته نقاشی پذیرفته شد و با هوشنگ سیحون که در آن دوران ریاست دانشکده را بر عهده داشت، ازدواج کرد. وی در سال ۱۳۴۵ «گالری سیحون»، قدیمی‌ترین نگارخانه هنری فعال در ایران را بنیان نهادند و مدیریت آن را برعهده داشت.
- فریده فرجام (۲۲ دی ۱۳۱۳ در تهران – ) کارگردان تئاتر و نمایش‌نامه‌نویس، شاعر بزرگسالان و نویسنده ادبیات کودکان است. او نخستین زن نمایش‌نامه‌نویس ایرانی است که در دهه ۱۳۳۰ خورشیدی نمایش‌نامه نوشته است. وی داستان‌های کوتاه خود را بین سال‌های ۱۳۳۰ تا ۱۳۳۵، در مجله‌های فردوسی، خوشه، و بامشاد به چاپ رسانید. فرجام در سال ۱۳۳۶ در رشته زبان و ادبیات فرانسه در دانشگاه تهران مشغول به تحصیل شد و در این رشته لیسانس گرفت. وی نخستین کار کودکانه خود را به عنوان «حسنی» در سال‌ ۱۳۳۸ که در دانشگاه مشغول به تحصیل بود نوشت. از سال ۱۳۳۹ تا ۱۳۴۹ شعرهای او در «دفترهای زمانه» و «مجلّه آرش» چاپ می‌شد. در دههٔ ۱۳۴۰، نمایش‌نامه‌های وی از جمله «عروس»، «خانه بی‌بزرگتر»، «هوای مقوّایی» و «خانه بی‌بزرگتر» در تئاتر سنگلج و تئاتر شهر به روی صحنه رفت. وی داستان کودکانه «مهمان‌های ناخوانده» را در سال ۱۳۴۵ به عنوان نخستین کتاب کانون پرورش فکری کودکان و نوجوانان منتشر کرد. فریده فرجام یکی از مؤسسان و اعضای کانون نویسندگان ایران و شورای کتاب کودک و از اولین اعضای هیات مدیره و گروه بررسی شورای کتاب کودک بود.
- نجمی وثوقی (۱۸ فروردین ۱۳۱۴ در رامهرمز –) آموزگار، مدیر و مؤسس «مؤسسه آموزشی فرح پهلوی» در یاخچی‌آباد از محله‌های جنوب شهر تهران بود. این مؤسسه که در سال ۱۳۵۱ افتتاح شد، شامل کلیهٔ مقاطع تحصیلی از کودکستان، آمادگی، دبستان، متوسطه (راهنمایی) و دبیرستان بود. این مجتمع بعد از انقلاب به «مجتمع آموزشی و پرورشی دکتر شریعتی» تغییر نام داد. نجمی وثوقی (فروهی) داری لیسانس زبان و ادبیات فارسی از دانشکدهٔ ادبیات دانشگاه تهران بود و در رادیو و دوبلاژ نیز فعالیت داشته‌است.
- ایران دَرّودی (۱۱ شهریور ۱۳۱۵ در نیشابور – ۷ آبان ۱۴۰۰ در تهران) نقاش نوگرای ایرانی و از پیشگامان نقاشی معاصر ایران بود. وی در سال ۱۹۵۴ برای تحصیل در رشته نقاشی در دانشکده بوزار در پاریس به تحصیل مشغول شد و در سال‌های ۱۹۵۴ تا ۱۹۵۸ به یادگیری هنر در آموزشگاه‌ها و دانشکده‌های گوناگون از جمله مدرسه هنرهای زیبای پاریس (بوزار)، مدرسه لوور پاریس، دانشکده سلطنتی بروکسل (ویترای)، انستیتوی آر.سی.آی. نیویورک (رشته تهیه و کارگردانی برنامه‌های تلویزیون) پرداخت. پس از پایان تحصیلات به ایران بازگشت و در اردیبهشت ۱۳۳۹ آثارش در تالار فرهنگ تهران به نمایش گذاشته شد.
- لیلی متین‌دفتری (۱۳۱۵ در تهران – ۱۳۸۶ در پاریس) نقاش ایرانی بود. وی از هنرمندان هنر نوگرا و معاصر ایران و از بنیان‌گذاران سبک نقاشی مینی‌مالیستی یا ساده‌گرایانه در ایران به حساب می‌رود. او در ۱۹۵۶ تا ۱۹۵۹ میلادی در مدرسهٔ هنر اسلید در یونیورسیتی کالج لندن و سپس در کالج هنر کامبرول تحصیل کرده بود و تا سال ۱۳۵۷ در دانشگاه تهران پنج سال مجسمه‌سازی درس داد. او دختر احمد متین‌دفتری، نخست‌وزیر سابق ایران، خواهر هدایت‌الله متین‌دفتری و نوه محمد مصدق، نخست‌وزیر سابق ایران بود.
- مهشید امیرشاهی (۲۰ فروردین ۱۳۱۶ در کرمانشاه –) نویسنده، طنزپرداز، مترجم و روزنامه‌نگار ایرانی است. او انتشار کتاب‌های کودکان را در مؤسسه انتشارات فرانکلین پایه‌ریزی کرد و در این سمت کتاب‌های متعددی برای کودکان و نوجوانان ترجمه کرد. این ترجمه‌ها دو سال پیاپی از سوی شورای کتاب کودک به عنوان بهترین ترجمه‌های سال انتخاب شد. بین سال‌های ۱۳۴۵ تا ۱۳۴۹ پنج مجموعهٔ داستان کوتاه از مهشید امیرشاهی شامل «کوچهٔ بن‌بست»، «سار بی‌بی‌خانم»، «بعد از روز آخر»، «به صیغهٔ اول شخص مفرد» و «منتخب داستان‌ها» به چاپ رسید. امیرشاهی به دعوت وزارت فرهنگ و هنر ترجمهٔ گزارش‌های حفاری‌های باستانی را (از فارسی به انگلیسی) برای موزهٔ ایران باستان بر عهده گرفت و سپس به مدت دو سال به کار پژوهشی در مرکز برنامه‌ریزی آموزشی کتاب‌های درسی پرداخت. وی با نشریات مختلف و با رادیو ایران نیز همکاری داشته‌است.
- نصرت پرتوی (۲۸ بهمن ۱۳۱۶ در تبریز –) بازیگر تئاتر و نمایشنامه‌نویس اهل ایران است. از وی به عنوان نخستین زن درام‌نویس ایران یاد می‌کنند. وی دوره بازیگری را در هنرستان هنرپیشگی و سپس اداره هنرهای دراماتیک گذراند و با گروه هنر ملی به سرپرستی همسرش عباس جوانمرد همکاری داشته‌است. وی نویسندهٔ نمایش‌های «تقلا» و «تیر شکسته» و‌ کارگردان نمایش «سنگ و سرنا» در تماشاخانهٔ سنگلج بوده‌است.
- لیلی امیرارجمند (۱۶ مهر ۱۳۱۷ در تهران –) مدیر آموزشی و مدرس دانشگاه ایرانی در دورهٔ حکومت پهلوی است. او از بنیانگذاران، عضو هیئت امناء و نخستین مدیرعامل کانون پرورش فکری کودکان و نوجوانان بود. وی دانش‌آموخته کارشناسی ادبیات فرانسه از دانشگاه تهران و کارشناسی ارشد علوم کتابداری و اطلاع‌رسانی از دانشگاه راتگرز است. امیرارجمند از ۱۳۳۹ تا ۱۳۴۲ ریاست کتابخانه دانشگاه ملی را برعهده داشت، همچنین در دوره‌ای رئیس کتابخانه شرکت ملی نفت ایران و استادیار کتابداری دانشگاه تهران بود. وی در فاصله سالهای ۱۳۵۳ تا ۱۳۵۷ به‌عنوان یکی از اعضای شورای آموزش کشور فعالیت می‌کرد.
- گلی ترقی (۱۷ مهر ۱۳۱۸ در تهران –) نویسنده ایرانی است. وی فارغ‌التحصیل رشته فلسفه از آمریکا است. پس از بازگشت به ایران، به داستان‌نویسی روی آورد. اولین مجموعه داستان‌اش به نام «من هم چه‌گوارا هستم» در سال ۱۳۴۸ و اولین رمان‌اش به نام «خواب زمستانی» در سال ۱۳۵۴ منتشر شد. او ۹ سال در دانشکده هنرهای زیبای دانشگاه تهران به تدریس در رشته شناخت اساطیر و نمادهای آغازین پرداخت و سپس به فرانسه رفت. وی فیلمنامه‌نویس فیلم بلند «بی‌تا» به کارگردانی همسرش هژیر داریوش و با بازیگری گوگوش بوده‌است.
- ژاله آموزگار (۱۲ آذر ۱۳۱۸ در خوی – ) پژوهشگر ایرانی فرهنگ و زبان‌های باستانی است. او از سال ۱۳۴۷ تا ۱۳۴۹ به‌عنوان پژوهشگر در بنیاد فرهنگ ایران مشغول به کار شد و از سال ۱۳۴۹ به‌عنوان استادیار در گروه فرهنگ و زبان‌های باستانی دانشگاه تهران شروع به تدریس کرد. او دکتری زبان‌های باستانی از دانشگاه سوربن دارد.
- مهناز افخمی (۲۴ دی ۱۳۱۹ در کرمان –) فعال حقوق زنان و نویسنده ایرانی که از سال ۱۳۵۵ تا ۱۳۵۷ در سمت «وزیر مشاور در امور زنان» فعالیت می‌کرده‌است. او دومین زن وزیر در ایران پس از فرخ‌رو پارسا و دبیرکل سازمان زنان ایران از سال ۱۳۴۹ تا ۱۳۵۷ به مدت ۸ سال بوده‌است. او همچنین بنیانگذار و رئیس سازمان آموزش و مشارکت زنان (WLP) و مدیر اجرایی بنیاد مطالعات ایران است. وی از سال ۱۳۵۷ در ایالات متحده زندگی می‌کند.
- گلنوش خالقی (۱۷ دی ۱۳۱۹ در تهران – ۲۶ بهمن ۱۳۹۹ در واشینگتن، دی.سی.) موسیقی‌دان، آهنگساز، رهبر ارکستر و رهبر گروه کُر اهل ایران بود. او فرزند روح‌الله خالقی و نخستین زن ایرانی بود که به‌ صورت تخصصی در رشتهٔ رهبری موسیقی تحصیل کرده بود. گلنوش خالقی پیش از انقلاب ۱۳۵۷ رهبر گروه کُر سازمان رادیو تلویزیون ملی ایران بود.
- شیدا قره‌چه‌داغی (۱۳۲۰ در تهران – ) موسیقی دان و آهنگساز ایرانی است. وی برای تحصیل موسیقی راهی اتریش شد و تحصیلات خود را در آکادمی موسیقی وین به‌پایان برد. شیدا قره‌چه‌داغی پس از بازگشت به ایران در سال ۱۳۴۹ به عنوان استاد پیانو در هنرستان عالی موسیقی به کار پرداخت. هم چنین پایه‌گذار بخش موسیقی در کانون پرورش فکری کودکان و نوجوانان در ایران بوده‌است که خود پنج سال نیز مدیریت آن را به عهده داشت. او برای نخستین بار در ایران، شیوهٔ اُرف را برای آموزش موسیقی به کودکان در کلاس‌های کانون به کار برد. او برای فیلم‌های بلند داستانی «رگبار» (۱۳۵۱) و «کلاغ» (۱۳۵۶) از ساخته‌های بهرام بیضایی و «شطرنج باد» (۱۳۵۵) ساختهٔ محمدرضا اصلانی موسیقی نوشت.
- شهرو خردمند (۵ شهریور ۱۳۲۰ در تهران –) مدرس و کارگردان تئاتر است. پدرش حسن خردمند از کارگردانان پیشکسوت سینما و تئاتر ایران بود. در سال ۱۹۶۲ میلادی براى تحصیل به رم رفت. هم زمان در آکادمى تئاتر رم و کالج پورودئو، تئاتر و سینما خواند. تحصیل در آکادمى تئاتر رم را در سال سوم رها کرد و به آکادمى آلکساندرو فرسن رفت. سال ۱۹۶۵ میلادی از کالج پورودئو و سال ۱۹۶۸ میلادی از آکادمى تئاتر آلکساندرو فرسن فارغ‌التحصیل شد. در سال ۱۳۴۶ به ایران بازگشت و از همان سال تا ۱۳۵۵ در «کارگاه نمایش» که ایرج انور تأسیس کرده بود، مشغول فعالیت شد. به سفارش وزارت فرهنگ و هنر نمایش‌های «سودابه و سياوش»،‌ «رستم و اسفنديار»،‌ «گيلگمش» و «داود و هوريا» را در جشنوارهٔ طوس به روی صحنه برد و به مدت شش سال در مدرسه بازيگری و كارگردانی تدريس نمود.
- گلی امامی (۱۶ تیر ۱۳۲۱ در تهران –) مترجم کتاب‌های کودک و نوجوان ایرانی است. او برای ادامه تحصیل به انگلستان رفت، در آنجا با کریم امامی ازدواج کرد. سپس به ایران برگشت و به استخدام مؤسسه انتشارات فرانکلین در آمد. سال ۱۳۴۹ اولین کتابی که ترجمه کرد («سرافینا» اثر مری ک. هریس) برنده جایزه یونسکو برای بهترین ترجمه کتاب نوجوانان شد. از آثار شاخص او می‌توان به ترجمهٔ «پی‌پی جوراب‌بلند» اثر آسترید لیندگرن اشاره کرد.
- لیلی گلستان (۲۳ تیر ۱۳۲۳ در تهران –) مترجم و گالری‌دار ایرانی، فرزند ابراهیم گلستان و فخری گلستان، خواهر کاوه گلستان، همسر سابق نعمت حقیقی و مادر مانی حقیقی است. در ۱۳۴۵ به سازمان تازه تأسیس تلویزیون ملی ایران رفت و به عنوان طراح لباس استخدام شد و پس از مدت کوتاهی به مدیریت برنامهٔ کودکان و نوجوانان برگزیده شد. سپس به نوشتن در روزنامه‌ها و مجلات و ترجمه روی آورد. در سال ۱۳۴۸ با ترجمهٔ زندگی، جنگ و دیگر هیچ اثر اوریانا فالاچی، به‌عنوان مترجم مطرح شد. این کتاب، نخست در سال در سال ۱۳۴۹ توسط انتشارات امیرکبیر به چاپ رسید و با استقبال روبه‌رو شد. همچنین کتاب «تیستوی سبزانگشتی» اثر موریس دروئون در سال ۱۳۵۲ با ترجمه او از سوی سازمان انتشارات کانون پرورش فکری کودکان و نوجوانان منتشر شد. نخستین مقالهٔ خود را در ۱۳۵۲ در روزنامهٔ کیهان نوشت. پس از آن به‌طور مرتب در مجلهٔ تماشا، روزنامهٔ آیندگان، مجله و روزنامهٔ رستاخیز، مجلهٔ رودکی مقاله، گزارش و ترجمهٔ داستان و شعر از او منتشر شد. او به مدیریت خانهٔ صادق هدایت برگزیده شد.
- اکرم منفرد آریا (۱۳۲۵ در تهران –) خلبان هواپیماهای گلایدر و تک و دو موتوره ایرانی است. در سال ۱۳۵۳ و در حالی که متأهّل و مادر پنج فرزند دو تا یازده ساله بود، آموزش‌های خود را در زمینه پرواز ادامه داد. وی پس از دریافت مدرک خود از مدرسه خلبانی دوشان‌تپه کار خود را در مدرسه خلبانی قلعه مرغی در جهت شروع پرواز انواع مختلف هواپیماهای تک و دو موتوره ادامه داد و پس از اخذ گواهینامه‌های خلبانی خود، به عنوان مربی پرواز در باشگاه سلطنتی حمل و نقل هوایی فعالیت می‌کرد.
- هما سرشار (۱۳۲۵ در شیراز –) نویسنده و روزنامه‌نگار ایرانی از یک خانوادهٔ یهودی، مدرک کارشناسی‌اش را در رشتهٔ ادبیات فرانسه از دانشگاه تهران و همین‌طور کارشناسی ارشدش را در رشتهٔ مدیریت ارتباطات از دانشگاه کالیفرنیای جنوبی گرفته‌است. سرشار از سال ۱۳۴۳، همزمان با آغاز انتشار مجلهٔ «زن روز»، به خانوادهٔ مطبوعات پیوست و سپس به عنوان مقاله‌نویس و خبرنگار در روزنامهٔ «کیهان» و تهیه‌کننده، نویسنده و مجری برنامه چهاردیواری در سازمان رادیو تلویزیون ملی ایران به کار پرداخت.
- سودابه فضائلی (۱۳۲۶ –) نویسنده، مترجم و پژوهشگر ایرانی است. وی طی سال‌های ۱۳۵۱–۱۳۴۸ در کمبریج و لندن به تحصیل ادبیات انگلیسی پرداخت و طی سال‌های ۱۳۵۶–۱۳۵۲ در دانشگاه سوربون-پاریس رشته‌های زبان پهلوی و زبان و ادبیات تطبیقی خواند. مجموعه داستان «گشتِ گشتن و بازگشتن‌ها» (۱۳۴۶)، ترجمه‌های «راه باریکی به سوی شمال» اثر ادوارد باند (۱۳۵۲) و «گاسپار» اثر پیتر هنتکه (۱۳۵۳) از وی به چاپ رسیده‌است.
- پروانه اعتمادی (۱۳۲۷ در تهران –) نقاش نوگرای اهل ایران است. وی نقاشی را نزد بهمن محصص آغاز کرد و تنها شاگرد مستقیم این هنرمند محسوب می‌شود. وارد دانشکدهٔ هنرهای زیبای تهران شد، اما دو سال بعد تحصیل را نیمه‌کاره رها کرد. نخستین نمایشگاه خود را در سال ۱۳۴۸ در تالار قندریز برگزار کرد. پروانه اعتمادی با نقاشی‌های طبیعت بیجان و به‌طور اخص نقاشی‌های سیمانی در دههٔ ۱۳۵۰ شناخته می‌شود.
- هما احسان (؟ –) روزنامه‌نگار، نمایشنامه‌نویس، قصه‌پرداز کودکان و برنامه‌ساز رسانه‌‌های ایرانی است. زندگی حرفه‌ای او شامل کار در رادیو و تلویزیون، مجله «اطلاعات بانوان» و هفته‌نامه «زن‌روز» می‌باشد.